# Раян Де Фріз
Раян Кейт Де Фріз (англ. Ryan Keith de Vries; нар. 14 вересня 1991, Кейптаун, ПАР) — новозеландський футболіст, нападник клубу Прем'єр-дивізіону Ліги Ірландії «Слайго Роверз».

## Клубна кар'єра
Народився в південноафриканському місті Кейптаун, але дорослу футбольну кар'єру розпочав у новозеландському Прем'єршипі 2009/10 у складі «Вайтакере Юнайтед». У 2013 році перебрався до «Окленд Сіті». Протягом перших шести сезонів у команді 6 разів поспіль ставав переможцем новозеландського Прем'єршипу.
18 травня 2014 року у матчі-відповіді фінального поєдинку Ліги чемпіонів Де Фріз зрівняв рахунок, та допоміг «Окленду» мінімально перемогти «Амікале» з Вануату з рахунком 2:1 (загальний рахунок 3:2 на користь новозеландців). У грудні того ж року допоміг своїй команді стати першим клубом Океанії, який посів третє місце на клубному чемпіонаті світу. У матчі за третє місце новозеландці в основний та додатковий час зіграли в нічию (1:1) з мексиканським «Крус Асулем», а в серії післяматчевих пенальті «Окленд» здобув перемогу.
17 січня 2018 року підписав 1-річний контракт з японським клубом «Ґіфу».
25 лютого 2020 року підписав контракт із клубом Прем'єр-дивізіону Ліги Ірландії «Слайго Роверз». 
Де Фріс відзначився трьома голами протягом свого дебютного сезону в Ірландії та допоміг «Слайго Роверз» фінішувати у топ-4 найкращих команд країни. У грудні 2020 року підписав новий контракт на сезон 2021 року.

## Кар'єра в збірній
У 2011 році Футбольна асоціація Нової Зеландії спочатку звернувся до ФІФА, щоб з'ясувати, чи має право Де Фріз грати за Нову Зеландію, громадяство якої він на той час не мав. 8 березня 2015 року тренер Ентоні Гадсон викликав його до національної збірної Нової Зеландії, щоб зіграти товариський матч проти Південної Кореї. Дебютував за збірну 31 березня в Сеулі, вийшовши замість Тайлера Бойда в програному (0:1) поєдинку проти вище вказаного суперника.

## Статистика виступів

### Клубна
Станом на 21 липня 2021
| Клуб                       | Сезон                          | Ліга                           | Ліга  | Ліга | Нац. кубок | Нац. кубок | Кубок ліги | Кубок ліги | Континентальні | Континентальні | Інші  | Інші | Загалом | Загалом |
| Клуб                       | Сезон                          | Дивізіон                       | Матчі | Голи | Матчі      | Голи       | Матчі      | Голи       | Матчі          | Голи           | Матчі | Голи | Матчі   | Голи    |
| -------------------------- | ------------------------------ | ------------------------------ | ----- | ---- | ---------- | ---------- | ---------- | ---------- | -------------- | -------------- | ----- | ---- | ------- | ------- |
| «Вайтакере Юнайтед»        | 2009–10                        | АСБ Прем'єршип                 | 8     | 1    | 0          | 0          | 0          | 0          | 5              | 1              | 3     | 1    | 16      | 3       |
| «Вайтакере Юнайтед»        | 2010–11                        | АСБ Прем'єршип                 | 11    | 6    | 0          | 0          | 0          | 0          | 5              | 1              | 3     | 2    | 19      | 9       |
| «Вайтакере Юнайтед»        | 2011–12                        | АСБ Прем'єршип                 | 15    | 9    | 0          | 0          | 0          | 0          | 6              | 3              | 0     | 0    | 21      | 12      |
| «Вайтакере Юнайтед»        | 2012–13                        | АСБ Прем'єршип                 | 17    | 9    | 0          | 0          | 0          | 0          | 9              | 1              | 4     | 1    | 30      | 11      |
| «Вайтакере Юнайтед»        | Загалом за «Вайтакере Юнайтед» | Загалом за «Вайтакере Юнайтед» | 51    | 25   | 0          | 0          | 0          | 0          | 25             | 6              | 10    | 4    | 86      | 35      |
| «Окленд Сіті»              | 2013–14                        | АСБ Прем'єршип                 | 13    | 2    | 0          | 0          | 0          | 0          | 6              | 1              | 4     | 0    | 23      | 3       |
| «Бентелейг Грінс» (оренда) | 2014                           | НПЛ Вікторії                   | 9     | 2    | 2          | 1          | 0          | 0          | –              | –              | –     | –    | 11      | 3       |
| «Окленд Сіті»              | 2014–15                        | АСБ Прем'єршип                 | 16    | 5    | 0          | 0          | 0          | 0          | 5              | 0              | 9     | 6    | 30      | 11      |
| «Бентелейг Грінс» (оренда) | 2015                           | НПЛ Вікторії                   | 12    | 2    | 0          | 0          | 0          | 0          | –              | –              | –     | –    | 12      | 2       |
| «Бентелейг Грінс» (оренда) | Bentleigh Greens Total         | Bentleigh Greens Total         | 21    | 4    | 2          | 1          | 0          | 0          | –              | –              | –     | –    | 23      | 5       |
| «Окленд Сіті»              | 2015–16                        | АСБ Прем'єршип                 | 16    | 15   | 0          | 0          | 0          | 0          | 5              | 1              | 4     | 2    | 25      | 18      |
| «Окленд Сіті»              | 2016–17                        | АСБ Прем'єршип                 | 19    | 4    | 0          | 0          | 0          | 0          | 4              | 6              | 3     | 0    | 26      | 10      |
| «Окленд Сіті»              | 2017–18                        | АСБ Прем'єршип                 | 6     | 10   | 0          | 0          | 0          | 0          | 0              | 0              | 1     | 0    | 7       | 10      |
| «Окленд Сіті»              | Загалом за «Окленд Сіті»       | Загалом за «Окленд Сіті»       | 70    | 36   | 0          | 0          | 0          | 0          | 20             | 8              | 21    | 8    | 111     | 52      |
| «Ґіфу»                     | 2018                           | Джей-ліга 2                    | 26    | 4    | 1          | 0          | 0          | 0          | –              | –              | –     | –    | 27      | 4       |
| «Ґіфу»                     | 2019                           | Джей-ліга 2                    | 27    | 4    | 0          | 0          | 0          | 0          | –              | –              | –     | –    | 27      | 4       |
| «Ґіфу»                     | Загалом за «Ґіфу»              | Загалом за «Ґіфу»              | 53    | 8    | 1          | 0          | 0          | 0          | –              | –              | –     | –    | 54      | 8       |
| «Слайго Роверз»            | 2020                           | Прем'єр-дивізіон Ліги Ірландії | 14    | 3    | 3          | 0          | –          | –          | –              | –              | –     | –    | 17      | 3       |
| «Слайго Роверз»            | 2021                           | Прем'єр-дивізіон Ліги Ірландії | 12    | 1    | 0          | 0          | –          | –          | 2              | 0              | –     | –    | 14      | 1       |
| «Слайго Роверз»            | Загалом за «Слайго Роверз»     | Загалом за «Слайго Роверз»     | 26    | 4    | 3          | 0          | –          | –          | 2              | 0              | –     | –    | 31      | 4       |
| Усього за кар'єру          | Усього за кар'єру              | Усього за кар'єру              | 221   | 77   | 6          | 1          | 0          | 0          | 47             | 14             | 31    | 12   | 305     | 104     |

1. ↑  Включаючи Кубок Четгема, Кубок Австралії, Кубок Імператора, Кубок Ірландії
2. ↑  Включаючи Вайт Ріббон Кап, Кубок Докерті, Кубок Джей-ліги, Кубок ірландської ліги
3. 1 2 3 4 5 6 7 8 9  Матчі в Лізі чемпіонів ОФК
4. 1 2  Матчі в Плей-оф АСБ Прем'єршипу
5. ↑  Матчі в Чериті Кап
6. ↑  1 матч у Чериті Кап та 3 матчі, 1 гол у Плей-оф АСБ Прем'єршипу
7. ↑  1 матч у Чериті Кап та 3 матчі в Плей-оф АСБ Прем'єршипу
8. ↑  4 матчі, 1 гол на клубному чемпіонаті світу; 3 поєдинки, 3 голи в Кубку Президента ОФК; 2 матчі, 2 голи в плей-оф АСБ Прем'єршипу
9. ↑  1 матч на клубному чемпіонаті світу; 2 матчі, 2 голи в плей-оф АСБ Прем'єршипу; 1 матч у Чериті Кап
10. ↑  1 матч на клубному чемпіонаті світу; 2 матчі в плей-оф АСБ Прем'єршипу
11. ↑  Матчі на клубному чемпіонаті світу
12. ↑  Матчі в Лізі конференцій УЄФА

## Досягнення
«Вайтакере Юнайтед»
- АСБ Прем'єршип
  -  Чемпіон (4): 2009/10, 2010/11, 2011/12, 2012/13

- Чериті Кап
  -  Володар (1): 2012

«Окленд Сіті»
- АСБ Прем'єршип
  -  Чемпіон (2): 2013/14, 2014/15

- Чериті Кап
  -  Володар (3): 2013, 2015, 2016

- Ліга чемпіонів ОФК
  -  Чемпіон (3): 2013/14, 2014/15, 2015/16

- Клубний чемпіонат світу
  -  Бронзовий призер (1): 2014